# Anisodes urcearia
Anisodes urcearia är en fjärilsart som beskrevs av Achille Guenée 1858. Anisodes urcearia ingår i släktet Anisodes och familjen mätare. Inga underarter finns listade i Catalogue of Life.